# David Petraeus
David H. Petraeus, né le 7 novembre 1952 à Cornwall-on-Hudson dans le comté d'Orange (New York), est un ancien général de l'armée américaine, commandant de la Force internationale d'assistance et de sécurité en Afghanistan entre 2010 et 2011 et directeur de la Central Intelligence Agency de 2011 à 2012. Il démissionne cette année-là et plaide coupable dans une affaire d'adultère, mêlée de détention et de transmission d'informations classifiées ; il est condamné à deux ans de prison avec sursis.
Il est depuis 2013 chairman de KKR Global Institute, une filiale du fonds d'investissement KKR.

## Jeunesse
David Petraeus est le fils de Sixtus Petraeus (1915-2008), un marin néerlandais natif de Franeker qui émigre aux États-Unis au début de la Seconde Guerre mondiale, et de Miriam Sweet Howell (1912-1991), bibliothécaire.

## Carrière militaire

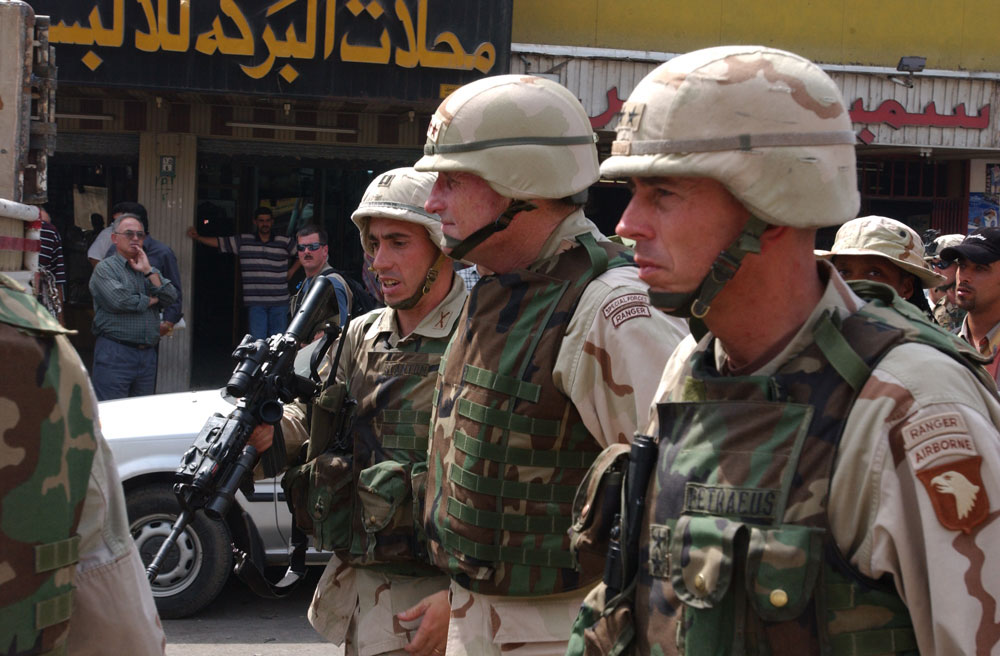
David Petraeus avec ses hommes en Irak, le 2 août 2003.

David Petraeus s'engage dans l'US Army en 1974 après sa sortie de l'académie militaire de West Point où il a suivi une formation d'infanterie.
En 1991, alors qu'il est commandant de bataillon, il survit à une blessure par balle à la poitrine due à un tir ami d'une M249, et plus tard, il se fracasse le bassin lors d'un saut en parachute.
Il commande la 101e division aéroportée durant l'opération liberté irakienne et l'offensive sur Bagdad au printemps 2003, puis sa mission d'occupation du nord de l'Irak jusqu'en février 2004. Chargé de créer et d'organiser les Forces armées irakiennes entre 2004 et 2005, il dirige ensuite le United States Army Combined Arms Center (en) à Fort Leavenworth.
Docteur en sciences politiques de l'université de Princeton et théoricien des nouvelles méthodes anti-insurrectionnelles de l'US Army, il était rentré aux États-Unis pour réécrire le manuel de contre-insurrection de l'armée américaine
pour lequel il s'inspire des méthodes militaires françaises de David Galula et Hubert Lyautey,, lorsqu'il est nommé par George W. Bush, le 5 janvier 2007, pour succéder au général George Casey comme commandant de la coalition militaire en Irak. Il assume ses fonctions du 10 février 2007 au 16 septembre 2008 et fait diminuer les pertes militaires alliées ainsi que la violence sur le terrain.
Le 23 avril 2008, il est nommé à la tête du United States Central Command, le commandement central qui supervise les opérations en Irak et en Afghanistan. Son rôle en Irak lui a valu d'être classé au 33e rang de la liste des 100 personnes les plus influentes dans le monde, Time 100, en 2007 établie par le magazine Time.
Il est atteint d'un cancer de la prostate en 2009 et est guéri après deux mois de traitement.
Le 23 juin 2010, il est nommé par le président Barack Obama chef des troupes de l'OTAN et commandant de la Force internationale d'assistance et de sécurité (ISAF) en Afghanistan, remplaçant le général Stanley McChrystal relevé de ses fonctions.
Le 31 août 2011, il quitte les rangs de l'armée après 37 ans de service.

## Directeur de la CIA
Le 28 avril 2011, le président Obama annonce sa prochaine nomination à la tête de la CIA à la place de Leon Panetta, pressenti pour devenir secrétaire à la Défense. Le 30 juin, il est confirmé à son futur poste à l'unanimité des membres du Sénat et prend ses fonctions le 6 septembre 2011. Il démissionne le 8 novembre 2012 à la suite d'une affaire d'adultère avec sa biographe Paula Broadwell couplée de fuites de documents ultra-secrets à sa maîtresse,,. Après avoir plaidé coupable, estimant avoir « fait preuve d'un énorme manque de jugement », il est condamné pour cette affaire, le 23 avril 2015, à deux ans de prison avec sursis et à 100 000 dollars d'amende.

## Divers
- Il participe à la réunion du Groupe Bilderberg de 2015, 2016 et 2017[13],[14],[15],[16].
- Il apparaît dans le jeu vidéo Call of Duty: Black Ops II, où il devient secrétaire à la Défense des États-Unis[17].

## Promotions
- 2LT - 1974 - (second lieutenant)
- 1LT - 1976 - (premier lieutenant)
- CPT - 1978 - (capitaine)
- MAJ - 1985 - (major)
- LTC - 1991 - (lieutenant-colonel)
- COL - 1995 - (colonel)
- BG - 2000 - (brigadier général)
- MG - 2003 - (major général)
- LTG - 2004 - (lieutenant général)
- GEN - 2007 - (général)

## Décorations
Le 25 septembre 2008, il reçoit les insignes d’officier de la Légion d’honneur.
Il reçoit aussi les médailles suivantes :
- Décorations américaines :
  -  Defense Distinguished Service Medal
  -  Army Distinguished Service Medal
  -  Defense Superior Service Medal
  -  Legion of Merit
  -  Bronze Star
  -  Defense Meritorious Service Medal
  -  Meritorious Service Medal
  -  Joint Service Commendation Medal
  -  Iraq Campaign Medal
  -  Afghanistan Campaign Medal
  -  National Defense Service Medal
- Décorations étrangères :
  -  Officier de l'ordre d'Australie
  -  Croix du service méritoire
  -  Commandeur de la Légion d'honneur
  -  Médaille commémorative française
  -  Commandeur de l'ordre du Mérite de la République de Pologne
  -  Chevalier de l'ordre d'Orange-Nassau